# NGC 3566
NGC 3566 est une galaxie lenticulaire située dans la constellation de la Coupe. NGC 3566 a été découverte par l'astronome américain Ormond Stone en 1886.

## Caractéristiques

### Distance
Sa vitesse par rapport au fond diffus cosmologique est de 4 110 ± 52 km/s, ce qui correspond à une distance de Hubble de 60,6 ± 4,3 Mpc (∼198 millions d'al).

## Identification ou paire de galaxies?
Il semble que NGC 3565 et NGC 3566 puissent être la même galaxie, mais c'est incertain. Ce fait est noté sur la base de données HyperLeda, mais pas sur la base de données NASA/IPAC. La base de données NASA/IPAC ne contient pratiquement pas d'informations sur NGC 3565 et les coordonnées indiquées sont presque les mêmes que celles de NGC 3566. Il n'y a pas de renseignement concernant NGC 3566 dans le fichier de Wolfgang Steinicke, mais la galaxie NGC 3565 est y est désignée comme étant PGC 33701, soit la désignation de NGC 3566 sur HyperLeda. Sur le site du professeur Seligman, il n'y a que le nom du découvreur, mais on constate que les coordonnées enregistrées par Stone sont les mêmes pour les deux entrées.
Il se pourrait donc que ce soit une paire de galaxies ou encore une double entrée du New General Catalogue. L'image obtenue des données du programme Pan-STARRS n'est pas assez claire pour conclure à une paire de galaxies.